# Svenska kyrkans utbildningsinstitut
Svenska kyrkans utbildningsinstitut är en utbildningsinstitution förlagd på två orter, Lund och Uppsala. Här utbildas blivande präster, diakoner, församlingspedagoger och kyrkomusiker för framtida tjänst inom Svenska kyrkan. Utbildning bedrivs även i Göteborg och Umeå. 
Svenska kyrkans utbildningsinstitut öppnade i september 2014 och ersatte då de gamla pastoralinstituten samt de tidigare profilutbildningarna för diakoner och församlingspedagoger.
Rektor för Svenska kyrkans utbildningsinstitut är Kenneth Nordgren och studierektor är Magnus Holst. Till skillnad från de tidigare utbildningarna inom Svenska kyrkan är utbildningsinstitutet en del av Svenska kyrkans nationella organisation och en enhet, om än med två utbildningsorter.